# Helizandro Terán Bermúdez
Helizandro Emiro Terán Bermúdez (Maracaibo, 7 de junho de 1965) é um religioso pertencente à Ordem de Santo Agostinho . Nomeado  Sucedeu como Arcebispo de Mérida.

## Biografia
Nasceu em Maracaibo, capital do estado de Zulia, em 7 de junho de 1965.

### Estudos
- Obteve o título de Bacharel em Ciências pela Escola Gonzaga de Maracaibo.
- Bacharel em Teologia pela Pontifícia Universidade Salesiana de Roma (UPS)
- Bacharel em Educação Integral pela Universidade Católica Cecilio Acosta (UNICA)
- Licenciado em Teologia Dogmática, pela Pontifícia Universidade Gregoriana, menção summa cum laude.
- Título de "Baccalaureatum em Filosofia" pela Pontifícia Universidade Salesiana de Roma, menção summa cum laude.
- Em 2005 defende sua tese de doutorado intitulada: "Maria Typus Ecclesiae in Doctrina Sancti Augustini"; obtendo assim o doutorado em Teologia Dogmática, com menção summa cum laude.

### Agostiniano e padre
Entrou na Ordem de Santo Agostinho em 23 de dezembro de 1994, depois de seus votos perpétuos como frade agostiniano, foi ordenado sacerdote em 9 de setembro de 1995 em sua cidade natal, Maracaibo, pela imposição de mãos e oração de consagração de Dom Ovidio Pérez Morales, na paróquia agostiniana de Nossa Senhora do Perpétuo Socorro.

### Ofícios como padre
- Professor do Colégio San Agustín de Caricuao, Caracas .
- Professor da Faculdade de Teologia (ITER) da Universidade Católica Andrés Bello (UCAB).
- Reitor do Colégio de San Agustín em Caricuao,
- Conselheiro e secretário vicário da Ordem de San Agustín na Venezuela.
- Secretário da Comissão de Justiça e Paz do Vicariato da OSA na Venezuela.
- Membro da Comissão Internacional de Estudos da Ordem de Santo Agostinho e da administração do instituto Agostinianum em Roma.
- Vigário Provincial da Ordem de San Agustín na Venezuela.

## Episcopado

### Bispo de Ciudad Guayana
O Papa Francisco o nomeou  7º Bispo da Diocese de Ciudad Guayana em 29 de julho de 2017.
Recebeu a ordenação episcopal na Paróquia San Alfonso María Ligorio, el Paraíso, em Caracas, em 23 de setembro de 2017. Seu consagrador foi o Arcebispo de Mérida, Baltazar Porras. Seus co-consagradores foram Raúl Biord Castillo SDB, Bispo de La Guaira e Polito Rodríguez Méndez , Bispo de San Carlos de Venezuela .
Tomou posse canônica da Diocese de Ciudad Guayana no sábado , 7 de outubro do mesmo ano.

### Arcebispo Coadjutor de Mérida
Em 19 de março de 2022, o Papa Francisco o nomeou Arcebispo Coadjutor da Arquidiocese de Mérida.
Sucedeu como Arcebispo em 17 de janeiro de 2023.